# Лютеница
Лютеницата (на български: лютеница; на сръбски: љутеница; на македонска литературна норма: лутеница) е хранителен продукт, едро- или ситносмляна разядка (паста), традиционна за българската кухня.
Приготвя се от смлени, обикновено печени червен пипер, домати, кромид лук, патладжан, моркови, подправки. Пиперът е основната съставка на лютеницата, който придава и характерния ѝ червен цвят. Лютеницата съдържа още мазнина (олио), а сред подправките най-важни са кимионът, лютите чушки и чесънът, на които тя дължи пикантния си вкус, а и името си.
Продуктите за лютеницата се изчистват добре, пиперът и чушките се пекат, обелват и нарязват на ситно, доматите се настъргват и всичко се смила в месомелачка, слагат се подправки, след което сместа се запържва с мазнината. Гъстотата се счита за добра, след като при бъркане с дървена лъжица остане следа на дъното на тавата. Слага се в буркани и така приготвената в домашни условия консервирана лютеница може да се съхранява дълго време. Лютеницата се произвежда и в индустриални условия, като обикновено е значително по-ситно смляна, не е пържена и съдържа добавки като нишесте и други заместители.
Може да се консумира намазана на филия хляб и поръсена с натрошено сирене или като гарнитура към скара, картофи, ориз или тестени изделия. С лютеница се прави традиционна българска салата с лук или смесена с варен боб.